# Aberto da República 2021 - Doppio femminile
Questa è stata la prima edizione del torneo.
In finale Carolina Alves e Gustavo Heide hanno sconfitto Valeriya Strakhova e Olivia Tjandramulia con il punteggio di 6–2, 6–1.

## Teste di serie
1. Valeriya Strakhova /  Olivia Tjandramulia (finale)
2. Carolina Alves /  María Lourdes Carlé (campionesse)

1. Bárbara Gatica /  Rebeca Pereira (primo turno)
2. Dasha Ivanova /  Gabriela Lee (semifinale)

## Wildcard
1. Maria Luisa Oliveira /  Julia Rocha de Macedo Moraes (primo turno)

## Tabellone

### Legenda
| - Q = Qualificato - WC = Wild card - LL = Lucky loser | - ALT = Alternate - SE = Special Exempt - PR = Protected Ranking | - w/o = Walkover - r = Ritirato - d = Squalificato |

|  | Primo turno | Primo turno                          | Primo turno                          | Primo turno | Primo turno |  |  | Quarti di finale              | Quarti di finale               | Quarti di finale               | Quarti di finale              | Quarti di finale              |   |   | Semifinali | Semifinali                 | Semifinali                 | Semifinali       | Semifinali       |   |   | Finale | Finale | Finale | Finale | Finale |  |
|  |             |                                      |                                      |             |             |  |  |                               |                                |                                |                               |                               |   |   |            |                            |                            |                  |                  |   |   |        |        |        |        |        |  |
|  | 1           | V Strakhova O Tjandramulia           | V Strakhova O Tjandramulia           | 6           | 6           |  |  |                               |                                |                                |                               |                               |   |   |            |                            |                            |                  |                  |   |   |        |        |        |        |        |  |
|  |             | M Capurro Taborda AS Sánchez         | M Capurro Taborda AS Sánchez         | 3           | 2           |  |  | 1                             | V Strakhova O Tjandramulia     | V Strakhova O Tjandramulia     | 6                             | 6                             |   |   |            |                            |                            |                  |                  |   |   |        |        |        |        |        |  |
|  |             | ML Kaul S León                       | ML Kaul S León                       | 78          | 6           |  |  |                               | ML Kaul S León                 | ML Kaul S León                 | 0                             | 2                             |   |   |            |                            |                            |                  |                  |   |   |        |        |        |        |        |  |
|  |             | J Jebawy M Tona                      | J Jebawy M Tona                      | 6           | 4           |  |  |                               |                                |                                |                               |                               |   |   | 1          | V Strakhova O Tjandramulia | V Strakhova O Tjandramulia | 7                | 6                |   |   |        |        |        |        |        |  |
|  | 3           | B Gatica R Pereira                   | 1                                    | 6           | [8]         |  |  |                               |                                |                                | I Gamarra Martins TG Pedretti | I Gamarra Martins TG Pedretti | 5 | 0 |            |                            |                            |                  |                  |   |   |        |        |        |        |        |  |
|  |             | I Gamarra Martins TG Pedretti        | 6                                    | 3           | [10]        |  |  | I Gamarra Martins TG Pedretti | I Gamarra Martins TG Pedretti  | I Gamarra Martins TG Pedretti  | 6                             | 6                             |   |   |            |                            |                            |                  |                  |   |   |        |        |        |        |        |  |
|  |             | N Kurata E Welker                    | 6                                    | 5           | [10]        |  |  | N Kurata E Welker             | N Kurata E Welker              | N Kurata E Welker              | 3                             | 4                             |   |   |            |                            |                            |                  |                  |   |   |        |        |        |        |        |  |
|  |             | M Hoedt L Meyer auf der Heide        | 1                                    | 7           | [8]         |  |  |                               |                                |                                |                               |                               |   |   | 1          | V Strakhova O Tjandramulia | V Strakhova O Tjandramulia | 2                | 1                |   |   |        |        |        |        |        |  |
|  |             | K Jokić C Van Nguyen                 | 1                                    | 7           | [5]         |  |  |                               |                                |                                |                               |                               |   |   |            |                            | 2                          | C Alves ML Carlé | C Alves ML Carlé | 6 | 6 |        |        |        |        |        |  |
|  |             | L Escauriza N Zeballos               | 6                                    | 5           | [10]        |  |  |                               | L Escauriza N Zeballos         | L Escauriza N Zeballos         | 1                             | 0                             |   |   |            |                            |                            |                  |                  |   |   |        |        |        |        |        |  |
|  | WC          | A Candiotto J Munhoz                 | A Candiotto J Munhoz                 | 1           | 1           |  |  | 4                             | D Ivanova G Lee                | D Ivanova G Lee                | 6                             | 6                             |   |   |            |                            |                            |                  |                  |   |   |        |        |        |        |        |  |
|  | 4           | D Ivanova G Lee                      | D Ivanova G Lee                      | 6           | 6           |  |  |                               |                                |                                |                               |                               |   |   | 4          | D Ivanova G Lee            | D Ivanova G Lee            | 4                | 4                |   |   |        |        |        |        |        |  |
|  | WC          | L Cézar M Duarte                     | L Cézar M Duarte                     | 0           | 2           |  |  |                               |                                | 2                              | C Alves ML Carlé              | C Alves ML Carlé              | 6 | 6 |            |                            |                            |                  |                  |   |   |        |        |        |        |        |  |
|  |             | S da Cruz Mendonça J Klimovicz       | S da Cruz Mendonça J Klimovicz       | 6           | 6           |  |  |                               | S da Cruz Mendonça J Klimovicz | S da Cruz Mendonça J Klimovicz | 1                             | 1                             |   |   |            |                            |                            |                  |                  |   |   |        |        |        |        |        |  |
|  | WC          | ML Oliveira J Rocha de Macedo Moraes | ML Oliveira J Rocha de Macedo Moraes | 3           | 1           |  |  | 2                             | C Alves ML Carlé               | C Alves ML Carlé               | 6                             | 6                             |   |   |            |                            |                            |                  |                  |   |   |        |        |        |        |        |  |
|  | 2           | C Alves ML Carlé                     | C Alves ML Carlé                     | 6           | 6           |  |  |                               |                                |                                |                               |                               |   |   |            |                            |                            |                  |                  |   |   |        |        |        |        |        |  |